# Глас (часопис)
Глас - часопис за књижевност, културу и друштвена питања у Будимпешти
"Глас“ је био часопис Друштва српских, хрватских и словеначких књижевника који је излазио 1989. и 1990. године у Будимпешти. Издавач је био Демократски савез Јужних Словена у Мађарској. За издавача је током 1989. био тадашњи председник наведене народносне организације ДСЈС, др Марин Мандић, а потом су за издавача од 1990. године били Ђура Поповић и Петар Милошевић. Уредници су били: Мијо Карагић и Предраг Степановић. Часопис „Глас“ је уређивао Уређивачки савет на челу са председником Петром Милошевићем, једним од најугледнијих српских књижевника у Мађарској. Чланови уређивачког савета били су: Стипан Блажетин (потпредседник), Стјепан Блажетин, Марко Декић,  Карел Гадањи, Војислав Галић, Шандор Хорват, Пера Ластић, Стеван Поповић, Динко Шокчевић и Јоланка Тишлер.
"Глас“ је 1989. доживео два издања „Глас“ 1 (112 страница) и „Глас“ 2-3 (132 странице). Године 1990. часопис је доживео три засебна издања „Глас“ 1 (132 странице), „Глас 2 (111 страница) и „Глас“ 3 (84 странице). Формат: 13,5х23см.
"Глас“ је објављивао текстове штампане претежно латиницом, али и ћирилицом.
Адреса уредништва је била: Улица Нађмезе 49.(Терезварош), Будимпешта у просторијама Демократског савеза јужних Словена. 
"Глас“ је угашен због оснивања самосталног удружења хрватских књижевника у Мађарској 1991. године, до којег је дошло под утицајем политичких збивања у некадашњој СФР Југославији, и распада Демократског савеза Јужних Словена, заједничке организације Срба, Хрвата и Словенаца у Мађарској.   
Садржај је био подељен на три целине. У првом делу објављивана су књижевна остварења (песме и приповетке или краћа драмска остварења) српских, хрватских и словеначких књижевника у Мађарској. У другом делу су били штампани есеји, а у трећем делу се пружао простор за преводилачку делатност (дела мађарских књижевника преведена на српски или хрватски језик). Касније су се објављивали и критички чланци под називом „Критика“.
У „Гласу“ су објављивана остварења следећих аутора: 
Српски аутори: Предраг Степановић, Петар Милошевић, Драгомир Дујмов, Војислав Галић, Милан Рус, Милан Степанов, Душан Павлов
Хрватски аутори: Стипан Блажетин, Марко Декић, Марга Шарац, Ђусо Пужаров, Јоланка Тишлер, Стјепан Блажетин, Томислав Крекић, Мијо Карагић, Иван Хорват, Золтан Гатаи (Граић), Ладислав Гујаш, Лајош Шкрапић, Јања Продан, Ђуро Павић, Бранко Филаковић, Ђуро Франковић, Стјепан Лукач, Иван Петреш
Словеначки аутор: Ирена Барбер, Францек Мукич, Марија Бајзек
Мађарски аутор: Николета Гал